# Rolf Hallin
Rolf Hallin, född 2 september 1962, är en svensk armborstskytt och armborstbyggare. Hallin tävlar för Gotlands Armborstförening.

## Meriter
- VM-guld i 3D 2010 (individuellt)
- VM-silver i 3D 2007 (individuellt)
- VM-silver i 3D 2010 (i lag tillsammans med Christer Hallin och Jan-Åke Andersson.)
- VM-silver i 3D 2007 (i lag tillsammans med Samuel Beijer och Gustav Malmborg.)
- SM-guld inomhus 2008 (individuellt och i lag med Gustav Malmborg & Lena Eklund)
- SM-guld utomhus 2007, 2006
- SM-silver: inomhus 2011 (i lag tillsammans med Jan-Åke Andersson och Gustav Malmborg.))
- SM-silver i 3D 2009
- SM-silver: i 3D 2007 (ett individuellt och ett i lag tillsammans med Samuel Beijer och Gustav Malmborg.))
- SM-brons inomhus 2007

## Svenska rekord
- 25p med 2st x-femmor, 6 pilar på femringad 80 cm tavla på 40m (2006-08-11)
- 82p med 6st x-femmor, 6 pilar på femringad 80 cm tavla på verdera 20, 30 och 40m (2006-08-11) (Slaget av C. Hallin)
- 281p 30 pilar på 20m på 60 cm tavla (2007-07-01)
- 251p 30 pilar på 30m på 60 cm tavla (2007-07-01)
- 213p 30 pilar på 40m på 60 cm tavla (2007-07-01)
- 745p 30 pilar på vardera 20, 30 & 40m på 60 cm tavla (2007-07-01)
- 1445p 60 pilar på vardera 20, 30 & 40m på 60 cm tavla (2007-07-01)
- 256p 30 pilar på 18m på 40 cm tavla (2008-04-19) (Slaget av C. Hallin 2009-04-04)
- 510p 60 pilar på 18m på 40 cm tavla (2008-04-19) (Slaget av Joakim Lennartson 2009-04-04)

## Världsrekord
- 281p 30 pilar på 20m på 60 cm tavla (2007-07-01)
- 251p 30 pilar på 30m på 60 cm tavla (2007-07-01)
- 213p 30 pilar på 40m på 60 cm tavla (2007-07-01)
- 745p 30 pilar på vardera 20, 30 & 40m på 60 cm tavla (2007-07-01)
- 1445p 60 pilar på vardera 20, 30 & 40m på 60 cm tavla (2007-07-01)